# November 12.
November 12. az év 316. (szökőévben 317.) napja a Gergely-naptár szerint. Az évből még 49 nap van hátra.
Névnapok: Jónás, Renátó + Aba, Abád, Abagta, Abbás, Abod, Abos, Abosa, Asztrid, Asztrik, Bács, Bacsó, Emil, Emilián, Hamilkár, Hamilton, Hümér, Jozafát, Keresztély, Keresztes, Krisztián, Levente, Líviusz, Martin, Márton, Martos, Renáta, Renátusz, René, Szilvánusz, Tihamér

## Fontosabb események
- 1796 – Királyi helytartó nádorrá választják József Antal főherceget, II. Lipót magyar király 7. fiát.
- 1805 – Napóleon francia császár bevonul Bécsbe.
- 1836 – Megalakul a Kisfaludy Társaság.
- 1846 – Megalakul a Konzervatív Párt, melynek programját Dessewffy Emil és Szécsen Antal vezetésével fogalmazzák meg.
- 1860 – Giuseppe Garibaldi haderejét a király feloszlatja.
- 1912 – Megtalálják Robert Falcon Scott angol felfedező és csapatának földi maradványait az Antarktiszon.
- 1917 – Megkezdődik az I. Piavei csata, ismert nevén caporettói áttörés.
- 1918 – Ausztriában kikiáltják a köztársaságot.
- 1920 – Az Olasz Királyság és a Szerb-Horvát-Szlovén Királyság megköti a rapallói szerződést a volt Osztrák Tengermellék felosztásáról, és kikiáltják a Fiumei Szabadállamot.
- 1921 – Befejeződnek Washingtonban a haditengerészeti leszerelési tárgyalások, az Amerika, Nagy-Britannia és Japán, Franciaország és Olaszország haditengerészetének egymáshoz viszonyított arányát állapítják meg. (könnyű hadihajókra és tengeralattjárókra az egyezmény nem vonatkozik)
- 1927 – Lev Trockijt kizárják a SZKP-ből.
- 1933 – Németországban a náci párt megszerzi a szavazatok 92%-át.
- 1944 – A német hadiflotta büszkeségét, a Tirpitz csatahajót a brit légierő elsüllyeszti a norvégiai Tromsø szigeténél.
- 1944 – A 4. Ukrán Front Katonai Tanácsa kiadja a 0036-os, szigorúan titkos parancsát, amely alapján elhurcolják Kárpátaljáról a 18-50 év közötti magyar és német férfiakat hadifogolyként „málenkij robotra” szovjetunióbeli lágerekbe[1]
- 1948 – Tódzsó Hideki volt japán miniszterelnököt és több más japán vezetőt háborús bűnösként halálra ítélik.
- 1956 – Marokkó, Szudán és Tunézia az ENSZ tagja lesz.
- 1956 – A Kádár-kormány az ENSZ Magyarországgal kapcsolatos határozatait az ország belügyeibe való beavatkozásnak minősíti.
- 1963 – Bécsben felavatják a Collegium Hungaricum új épületét.
- 1968 – Az Egyenlítői-Guinea az ENSZ tagja lesz.
- 1969 – Indira Gandhi indiai miniszterelnököt kizárják a Kongresszus Pártból.
- 1974 – Súlyos bányaszerencsétlenség történik Komlón, a Zobák-aknában: 7 bányász veszti életét.
- 1975 – A Comore-szigetek az ENSZ tagja lesz.
- 1980 – Az amerikai Voyager–1 közelfelvételeket készít a Szaturnusz holdjairól.
- 1982 – Jurij Vlagyimirovics Andropovot, aki 1956-ban a Szovjetunió budapesti nagykövete volt, Leonyid Iljics Brezsnyev halálát követően, a Szovjetunió Kommunista Pártjának főtitkárává választják.
- 1985 – Budapesten betiltják a Kossuth-Klubba meghirdetett Reform és demokrácia című kerekasztal-beszélgetés-sorozatot.
- 1986 – A monori találkozón is részt vevő írók levélben kérik az MSZMP KB-től a Tiszatáj című folyóirat újraengedélyezését.
- 1987 – Megalakul a Pénzügykutató Rt., igazgatója Tardos Márton
- 1992 – Megkezdődik Erich Honecker pere Németországban: a perben Honecker vállalja tettét, de nem érezte magát bűnösnek.
- 1992 – Az Antall-kormány dönt arról, hogy a 4-es metróvonal Kálvin tér-Etele tér közötti első szakaszára meghívásos eljárás kerüljön kiírásra, a beruházás fedezete pedig hitelből legyen biztosítva.
- 1992 – Rómában letartóztatják Abdullah Öcalant, a Kurd Munkáspárt vezetőjét
- 2008 – Jean-Michel Jarre telt házas koncertet ad a Papp László Budapest Sportarénában, ahol az első világsikert hozó albumának, az Oxygène-nek harmincéves megjelenése alkalmából lép fel.
- 2012 – Kaposvár belvárosában, a Kossuth téren a Jobbik Magyarországért Mozgalom a Szita Bence-gyilkosság miatt tüntetést tartott a halálbüntetés visszaállítása mellett. A város főterén egy bitófát állítottak fel, melyen egy, a kezében "GYEREKGYILKOS" feliratú táblát tartó bábu lógott.
- 2014 – Megérkezik a Csurjumov–Geraszimenko üstökösre a Rosetta űrszonda Philae leszállóegysége, mely az első emberi eszköz, ami üstökösre szállt le.

## Sportesemények
Formula–1
- 1995 –  ausztrál nagydíj, Adelaide – Győztes:  Damon Hill (Williams Renault)
- 2017 –  brazil nagydíj, Interlagos – Győztes:  Sebastian Vettel (Ferrari)

Labdarúgás
- 2015 –  Norvégia –  Magyarország labdarúgó EB pótselejtező

## Születések
- 1726 – Radics Antal bölcseleti doktor, jezsuita matematikatanár, tankönyvíró († 1773).
- 1746 – Jacques Charles francia fizikus, matematikus, feltaláló a „Charles-törvény” leírója († 1823)
- 1798 – Kéry Imre orvos, az MTA tagja († 1887)
- 1817 – Baháalláh, a Bahái hit alapítója († 1892)
- 1827 – Gustav Adolf Merkel német zeneszerző, orgonaművész († 1885)
- 1833 – Alekszandr Porfirjevics Borogyin orosz tudós, zeneszerző († 1887)
- 1837 – Vidróczki Márton magyar mátrai betyár († 1873)
- 1840 – Auguste Rodin francia szobrászművész († 1917)
- 1842 – Rákosi Jenő magyar író, újságíró, az MTA tagja, a Népszínház első igazgatója, a Budapesti Hírlap alapítója († 1929)
- 1842 – Lord Rayleigh angol fizikai Nobel-díjas († 1919)
- 1850 – Edmund von Hellmer osztrák szobrász, Fadrusz János és Horvay János mestere. († 1935)
- 1850 – Mihail Ivanovics Csigorin, az orosz sakkiskola megalapítója († 1908)
- 1866 – Szun Jat-szen (孫逸仙) kínai forradalmi politikai vezető, a Kuomintang alapítója, 1912-től a Kínai Köztársaság első elnöke († 1925)
- 1887 – Bodor Márton magyar géplakatos, országgyűlési képviselő († 1972)
- 1890 – Kronberger Lily magyar világbajnok műkorcsolyázó († 1974)
- 1892 – Haynal Imre magyar orvos, egyetemi tanár, az MTA tagja († 1979)
- 1896 – Piacsek András magyar állattenyésztő, szakpolitikus († 1972)
- 1904 – Edmund Veesenmayer német közgazdász, a Harmadik Birodalom diplomatája, az NSDAP és az SS magas rangú tagja († 1977)
- 1914 – Peter Whitehead brit autóversenyző († 1958)
- 1915 – Roland Barthes francia író, kritikus, filozófus († 1980)
- 1916 – Paul Emery brit autóversenyző († 1993)
- 1922 – Tadeusz Borowski lengyel író, költő († 1951)
- 1928 – Vukovics Géza magyar író, műfordító († 2007)
- 1928 – Szilágyi Ferenc nyelvész, irodalomtörténész, író († 2010)
- 1929 – Grace Kelly Oscar-díjas amerikai színésznő, 1956-tól monacói hercegné († 1982)
- 1929 – Michael Ende német író (A Végtelen Történet) († 1995)
- 1931 – Berkes Péter magyar író, forgatókönyvíró († 2022)
- 1934 – Charles Manson amerikai bűnöző († 2017)
- 1939 – Ferenczy Csongor romániai magyar színész († 2019)
- 1943 – Katona Imre magyar színházi rendező, dramaturg
- 1943 – Konrád Antal magyar színész
- 1944 – Tamás József gyulafehérvári segédpüspök
- 1945 – George Eaton kanadai autóversenyző
- 1945 – Neil Young kanadai rockénekes
- 1947 – Nagy Bandó András magyar humorista, karikaturista, előadóművész
- 1956 – Csizmadia Gabriella magyar színésznő
- 1957 – Zsiborás Gábor magyar válogatott labdarúgó, kapus († 1993)
- 1957 – Tarján Györgyi magyar színésznő
- 1961 – Nadia Comăneci román tornásznő, olimpiai- és világbajnok
- 1964 – Kautzky Armand Jászai Mari-díjas magyar színész
- 1967 – Patrizia Ciofi olasz opera-énekesnő (szoprán)
- 1976 – Olena Leonyigyivna Lukas ukrán jogász, politikus, parlamenti képviselő
- 1977 – Benni McCarthy dél-afrikai labdarúgó
- 1979 – Cote de Pablo chilei színésznő
- 1980 – Ryan Gosling Golden Globe-díjas kanadai színész
- 1982 – Anne Hathaway Oscar-díjas amerikai színésznő
- 1983 – Galambos Dorina magyar énekesnő
- 1983 – Vincze Melinda magyar kézilabdázó
- 1986 – Barsi Márton magyar színész
- 1994 – Marie-Sophie Kreissl (Kaleen), osztrák énekesnő, táncosnő

## Halálozások
- 607 – III. Bonifác pápa
- 1035 – Nagy Knut Dánia, Norvégia és Anglia királya, Schleswig és Pomeránia kormányzója. (* 995 körül)
- 1202 – VI. Knut Dánia királya (* 1163)
- 1567 – Anne de Montmorency I. Ferenc és II. Henrik francia királyok hadvezére, a katolikus párt egyik feje a francia vallásháborúkban (* 1492)
- 1755 – Czakó Ferenc magyar gimnáziumi igazgató, tanár, író (* 1723)
- 1803 – Csernátoni Vajda Sámuel marosvásárhelyi református tanár (* 1750)
- 1805 – Johann Binder magyar gimnáziumi igazgatótanár (* 1767)
- 1847 – Schedius Lajos, az esztétika professzora, lapszerkesztő, térképszerkesztő, dramaturg, pedagógiai szakíró (* 1768)
- 1853 – Albach József magyar ferences rendi egyházi író (* 1795)
- 1882 – Gottfried Kinkel német költő és művészettörténész (* 1815)
- 1887 – Mészöly Géza festőművész (* 1844)
- 1891 – Divald Adolf magyar erdész és szakíró, az MTA levelező tagja (* 1828)
- 1893 – Alexander Bach osztrák politikus, belügyminiszter (* 1813)
- 1895 – Elizabeth Gaskell angol írónő (* 1810)
- 1916 – Percival Lowell amerikai csillagász, matematikus (* 1855).
- 1943 – Werkner Lajos kétszeres olimpiai bajnok vívó (* 1883)
- 1947 – Báró Orczy Emma magyar származású angol regényírónő („A Vörös Pimpernel”) (* 1865)
- 1948 – Umberto Giordano olasz zeneszerző (* 1867)
- 1955 – Hajós Alfréd magyar műépítész, versenyúszó, labdarúgó, az első magyar olimpiai bajnok (* 1878)
- 1966 – Don Branson (Donald Branson) amerikai autóversenyző (* 1920)
- 1967 – Hámory Imre operaénekes (* 1909)
- 1970 – Hal Cole amerikai autóversenyző (* 1912)
- 1976 – Wanié András olimpiai bronzérmes, Európa-bajnok úszó, vízilabdázó, sportvezető (* 1911)
- 1984 – Bánhidi László magyar színész („Matula bácsi”) (* 1906)
- 1988 – Primo Conti olasz futurista festő, költő, zeneszerző (* 1900)
- 1989 – Lakatos Gabriella Kossuth-díjas magyar balettművész, kiváló művész (* 1927)
- 1991 – Várnai György Munkácsy Mihály-díjas magyar grafikusművész, karikaturista, Balázs Béla-díjas rajzfilmtervező-rendező. (* 1921)
- 1992 – Rogán Miklós magyar grafikusművész, könyvillusztrátor (* 1928)
- 1994 – Wilma Rudolph amerikai futó, a „fekete gazella” (* 1940)
- 1997 – Kroó György magyar zenetörténész, zenekritikus, szerkesztő (* 1926)
- 1997 – Szabó Sándor Kossuth- és Jászai Mari-díjas színész, kiváló művész (* 1915)
- 2002 – Doncsecz Károly szlovén nemzetiségű kétvölgyi fazekasmester, a népművészet mestere (* 1918)
- 2003 – Jonathan Brandis amerikai színész (* 1976)
- 2010 – Henryk Górecki lengyel zeneszerző, a lengyel avantgárd vezető alakja (* 1933)
- 2015 – Fülöp Márton huszonnégyszeres magyar válogatott labdarúgó, kapus (* 1983)
- 2015 – Várhidi Pál tízszeres magyar válogatott labdarúgó, edző, az Aranycsapat tagja (* 1931)
- 2018 – Stan Lee amerikai író, szerkesztő, a Marvel Comics egykori elnöke (* 1922)
- 2020 – Méray Tibor Kossuth-díjas magyar író, újságíró (* 1924)
- 2020 – Dr. Székely Vladimír magyar villamosmérnök, az MTA tagja (* 1941)
- 2024 – Tardos Júlia magyar újságíró, rádiós és televíziós szerkesztő-riporter, műsorvezető, tanár (* 1946)

## Nemzeti ünnepek, emléknapok, világnapok
→Sablonvita:Ünnepek/11-12:
- minőségügyi világnap
- Szent Jozafát  püspök, vértanú emléknapja a katolikus egyházban[2]
- nemzeti ünnep Tajvanon Szun Jat-szen születése napján[3]
- Baháalláh születésének ünnepe a bahái hit követői körében[4]